# Республика Пиратов
Республика Пиратов (англ. Republic of Pirates) — самопровозглашенная островная республика на Багамах, существовавшая в Золотую эпоху пиратства. Номинально являлась территорией Британской империи, хотя фактически ею не контролировалась. Была основана пиратами в 1706 году и всё своё существование являлась оплотом и главной базой пиратов во всём мире. Хоть в формальном смысле она не была ни государством, ни республикой, регулировалась собственным пиратским кодексом. 
Деятельность пиратов сеяла хаос среди судоходства и торговли на Карибских островах, пока британский моряк Вудс Роджерс в 1718 году не прибыл в Нассау с королевским помилованием и не восстановил британский контроль.

## История
Впервые пираты появились на Багамах в 1696 году, когда успешный корсар Генри Эвери привел в гавань Нассау свой корабль Fancy. Корабль был нагружен товарами, полученными разбоем на торговых путях в Индийском океане, что позволило Эвери подкупить губернатора острова Николаса Тротта: в обмен на взятку Тротт негласно позволил Эвери базироваться в Нассау. В результате на острове усилилось влияние пиратов из числа английских капитанов, ставших на путь незаконного корсарства.

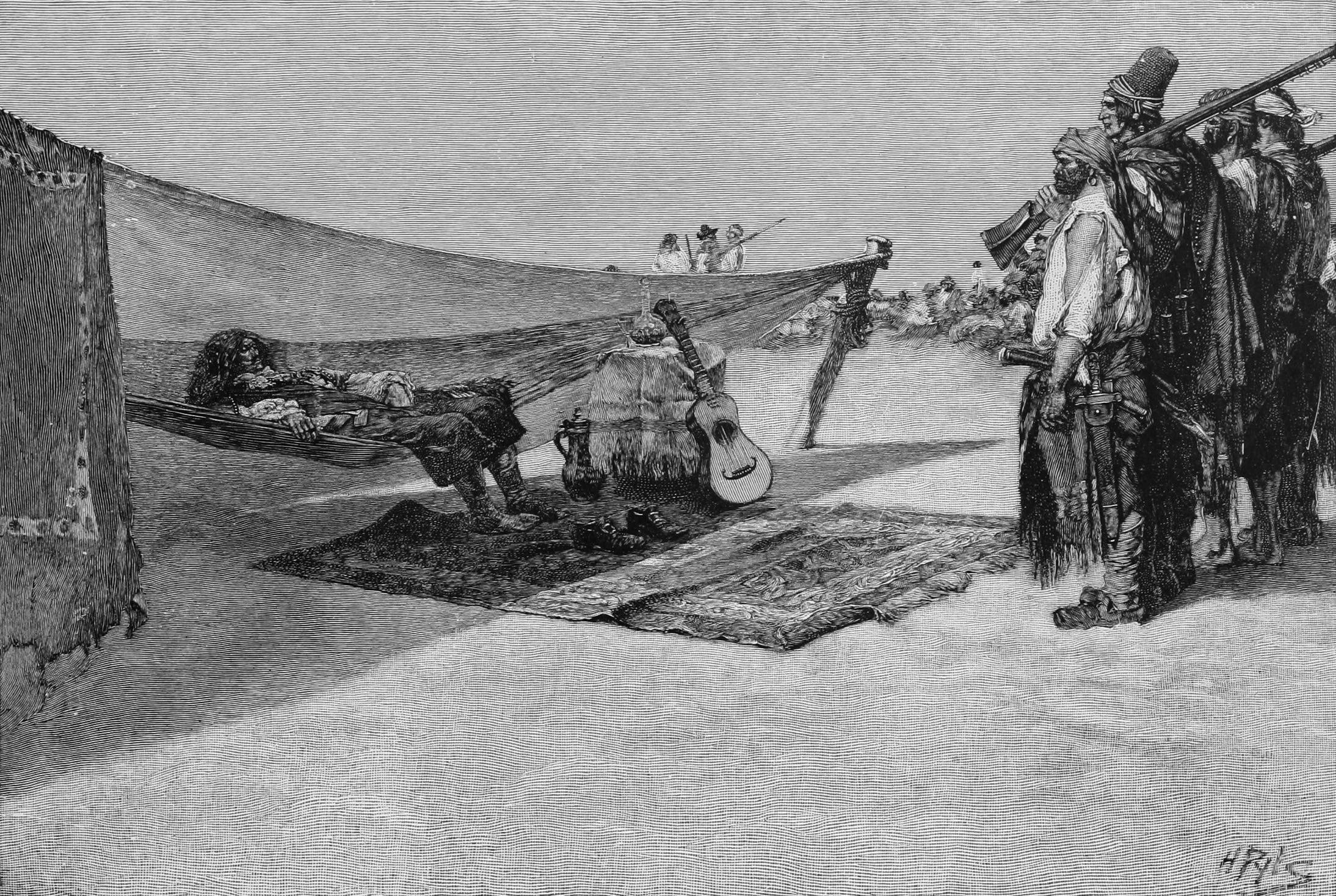
Генри Морган набирает команду для атаки на Портобело.

Времена истинного пиратского правления наступили после того, как Нассау был дважды атакован в 1703 и 1706 годах франко-испанским флотом. Многие переселенцы покинули остров, Британия фактически от него отказалась, и он остался без какого-либо присутствия власти. Большинство оставшихся жителей города стали каперами на службе Англии, но некоторые из них начали нападать на любые корабли и постепенно становились вне закона. Затем Нассау был захвачен английскими пиратами, которые со временем стали совершенно безнаказанными. Пираты нападали на французские и испанские корабли, в то время как французы и испанцы ещё несколько раз в ответ сжигали Нассау. Пираты, обосновавшиеся в Нассау, фактически стали независимыми и по сути создали свою собственную «республику» со своими «губернаторами». В 1713 году закончилась Война за испанское наследство, Англия больше не воевала. Бывшие английские каперы остались без работы, и это привело к тому, что большое количество безработных каперов направилось в Нью-Провиденс, чтобы присоединиться к республике, что увеличило численность пиратов. В республике господствовали два знаменитых пирата, которые были непримиримыми соперниками — Бенджамин Хорниголд и Генри Дженнингс. Хорниголд был наставником многих пиратов, таких как знаменитый Эдвард Тич, более известный как «Чёрная Борода», Сэм Беллами и Стид Боннет. Дженнингс был наставником Чарльза Вейна, Джека Рэкхема, Мэри Рид и Энн Бонни. Несмотря на соперничество, пираты объединились в «Летучую шайку» и быстро прославились своими так называемыми «подвигами». Губернатор Бермудских островов заявил, что на то время в Нассау находилось более 1000 пиратов, что превышало численность 200 семей постоянных жителей острова. Многие семьи поселенцев переехали из Нью-Провиденса в Элевтеру или Абако, чтобы избежать преследований со стороны пиратов. С другой стороны, жители Харбор-Айленда были счастливы служить посредниками для пиратов, поскольку купцы из Новой Англии и Вирджинии приезжали туда, чтобы обменять необходимые товары на пиратскую добычу. Как уже упоминалось выше, деятельность пиратов вызывала частые и жестокие ответные нападения со стороны французов и испанцев. Позже пираты Нассау проголосовали за то, чтобы Чёрная Борода стал их «магистратом», руководил «республикой» и обеспечивал закон и порядок так, как считал нужным.

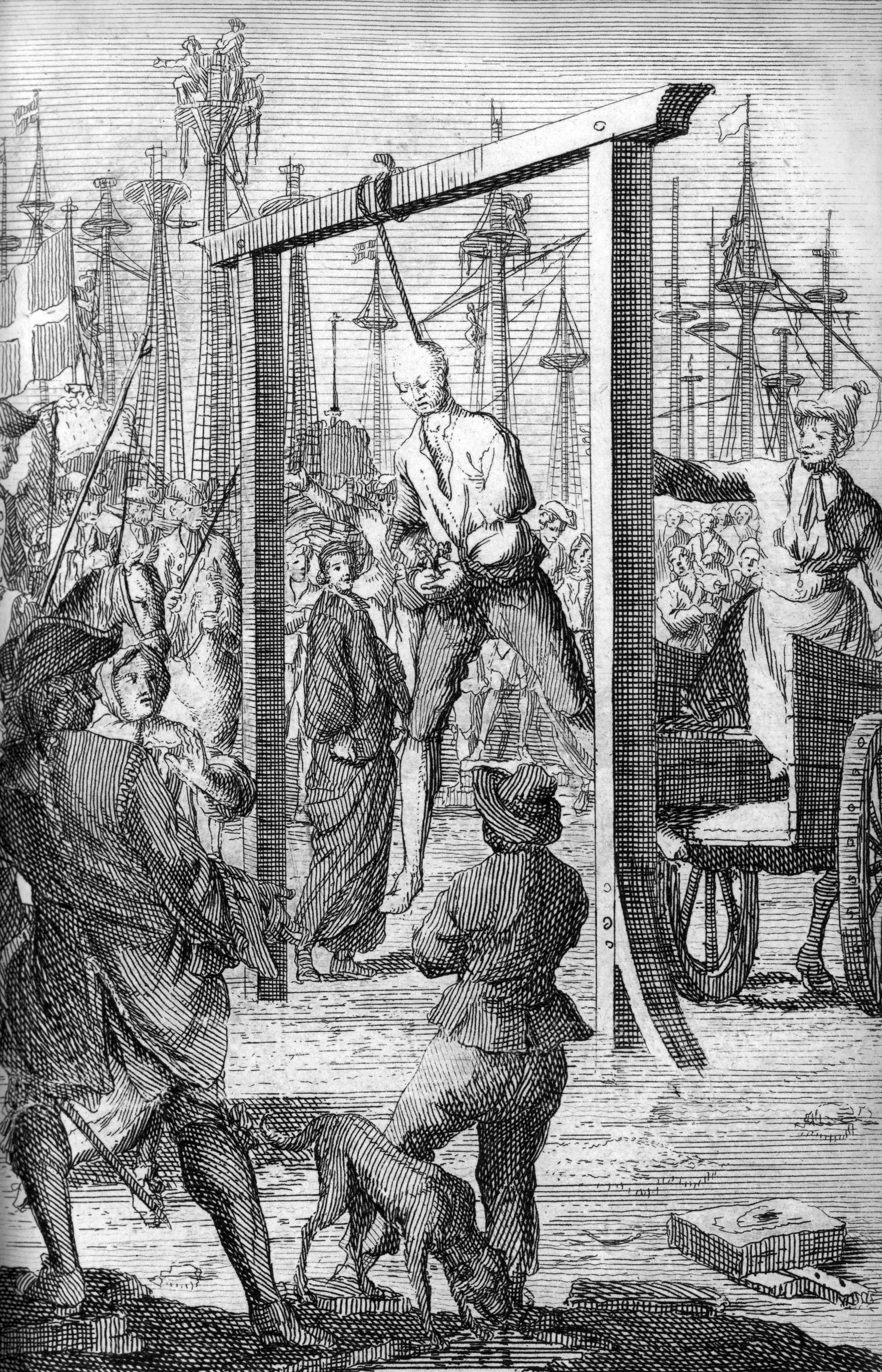
Казнь Стида Боннета в Чарльстоне, 1718 год

Пират Томас Барроу заявил, «что он как губернатор Нью-Провиденса сделает его вторым Мадагаскаром, и ожидает, что ещё от 500 или 600 человек с ямайских шлюпов присоединятся к заселению Нью-Провиденса и начнут войну с французами и испанцами, но что касается англичан, то они не намерены вмешиваться в их дела, если только они не нападут первыми». Первоначально пираты избегали нападать на британские корабли, но эта сдержанность со временем исчезла. На вершине своего могущества пираты могли располагать небольшим флотом из кораблей, которые могли сражаться с фрегатами королевского британского флота.
Начиная с 1713 года Вудс Роджерс задумал возглавить экспедицию на Мадагаскар, чтобы подавить там пиратов и основать британскую колонию. Друзья Роджерса Ричард Стил и Джозеф Аддисон в конце концов убедили его заняться пиратским гнездом именно на Багамах. Роджерс и другие основали компанию для финансирования этого предприятия. Они убедили владельцев Каролины уступить королю правительство Багамских островов, сохранив при этом право собственности на землю. В 1717 году король Великобритании Георг I назначил Роджерса губернатором Багамских островов и издал указ о помиловании любого пирата, сдавшегося британскому губернатору в течение одного года.
Известие о назначении нового губернатора и предложении помилования достигло Нассау раньше Роджерса и его флота. Некоторые из пиратов были готовы принять помилование и прекратить пиратствовать. Генри Дженнингс и Кристофер Уинтер отправились на поиски британских властей, чтобы подтвердить своё согласие на амнистию. Другие не были готовы сдаваться. Многие из них были якобитами, сторонниками дома Стюартов, которые считали себя врагами ганноверского короля Георга I. Третьи просто считали себя мятежниками или считали, что им лучше быть пиратами, чем пытаться честно зарабатывать на жизнь. Когда корабль королевского флота принёс официальное сообщение в Нассау о помиловании, многие пираты планировали принять его. Вскоре, однако, непокорные одержали верх, в конечном счёте вынудив корабль уплыть.

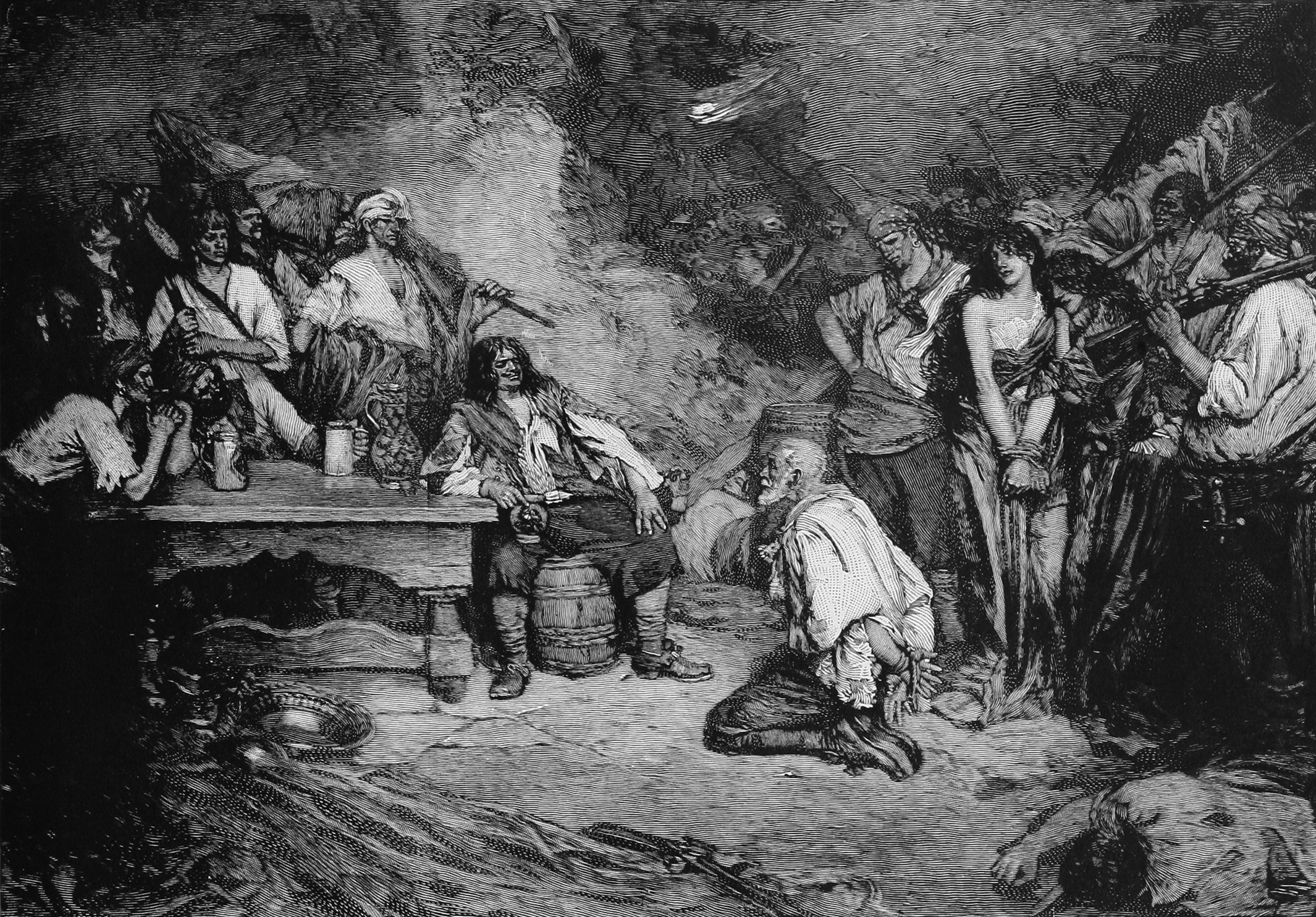
Пираты в захваченном городе.

Чарльз Вейн с Джеком Рэкхемом и Эдвардом Инглендом в его команде получили известие о скором прибытии королевского флота. Вейн начал работать над организацией сопротивления ожидаемому приходу королевской власти, даже обратившись к Джеймсу Фрэнсису Эдварду Стюарту, претенденту на трон короля Великобритании, за помощью в удержании Багамских островов и захвате Бермудских островов для Стюартов. Поскольку помощь от Стюартов так и не пришла, а дата прибытия Роджерса приближалась, Вейн и его команда готовились покинуть Нассау.
В конце июля 1718 года Вудс Роджерс прибыл в Нассау с флотом из 7 кораблей: со своим собственным 460-тонным военным кораблём, тремя кораблями, принадлежащими его компании, и эскортом из трёх кораблей королевского флота, привезя королевское помилование каждому пирату, который добровольно сложит оружие. Многие отказались от помилования, среди них были Эдвард Тич, Чарльз Вейн и Джек Рэкхем вместе со своими любовницами Мэри Рид и Энн Бонни. В знак своего неповиновения Чёрная Борода прямо в бухте поднял Весёлого Роджера над «Местью Королевы Анны». Корабли пиратов были блокированы эскадрой Роджерса в Нассау и не могли его покинуть. Чарльз Вейн и его команда решила пойти на хитрость, чтобы вырваться из блокады, они взяли главный флагман Вэйна и сделали из него брандер. Когда брандер был готов, небольшая часть команды направила его на корабли Роджерса и при приближении подожгли его, после чего покинули судно. Брандер успел врезаться в одно из судов Роджерса, вызвав суматоху, воспользовавшись которой, пираты смогли благополучно скрыться. Оставшееся население и часть пиратов приветствовало Роджерса; в их число входили около 200 семей поселенцев и от 500 до 700 пиратов, которые хотели получить помилование, в первую очередь Бенджамин Хорниголд, и Роджерс хитрым ходом поручил Хорниголду выследить и захватить всех тех пиратов, которые отказались сдаться и принять королевское помилование. Сам Хорниголд прекрасно знал, что нужно делать, и с усердием преследовал своих бывших товарищей по береговому братству. После бегства и сдачи части пиратов владельцы сдали свои земли на Багамах в аренду компании Роджерса на 21 год.
Хотя пираты, такие как Чарльз Вейн, Чёрная Борода и другие, избежали плена, Хорниголд в рамках борьбы с пиратством взял в плен девять флибустьеров в Черепашьей бухте, и утром 12 декабря 1718 года восемь из них были признаны виновными и повешены перед фортом. В то время, когда Роджерс контролировал Нассау, Чарльз Вейн и другие пираты были на свободе и угрожали изгнать губернатора и его войска. Узнав, что король Испании хочет изгнать англичан с островов, Роджерс работал над улучшением обороны Нассау. Он лишился почти 100 человек из своих сил из-за неизвестной болезни и кораблей королевского флота, которые ушли на другие задания. Роджерс послал четыре своих оставшихся корабля в Гавану, чтобы заверить испанского губернатора в том, что он подавляет пиратство и занимается торговлей.

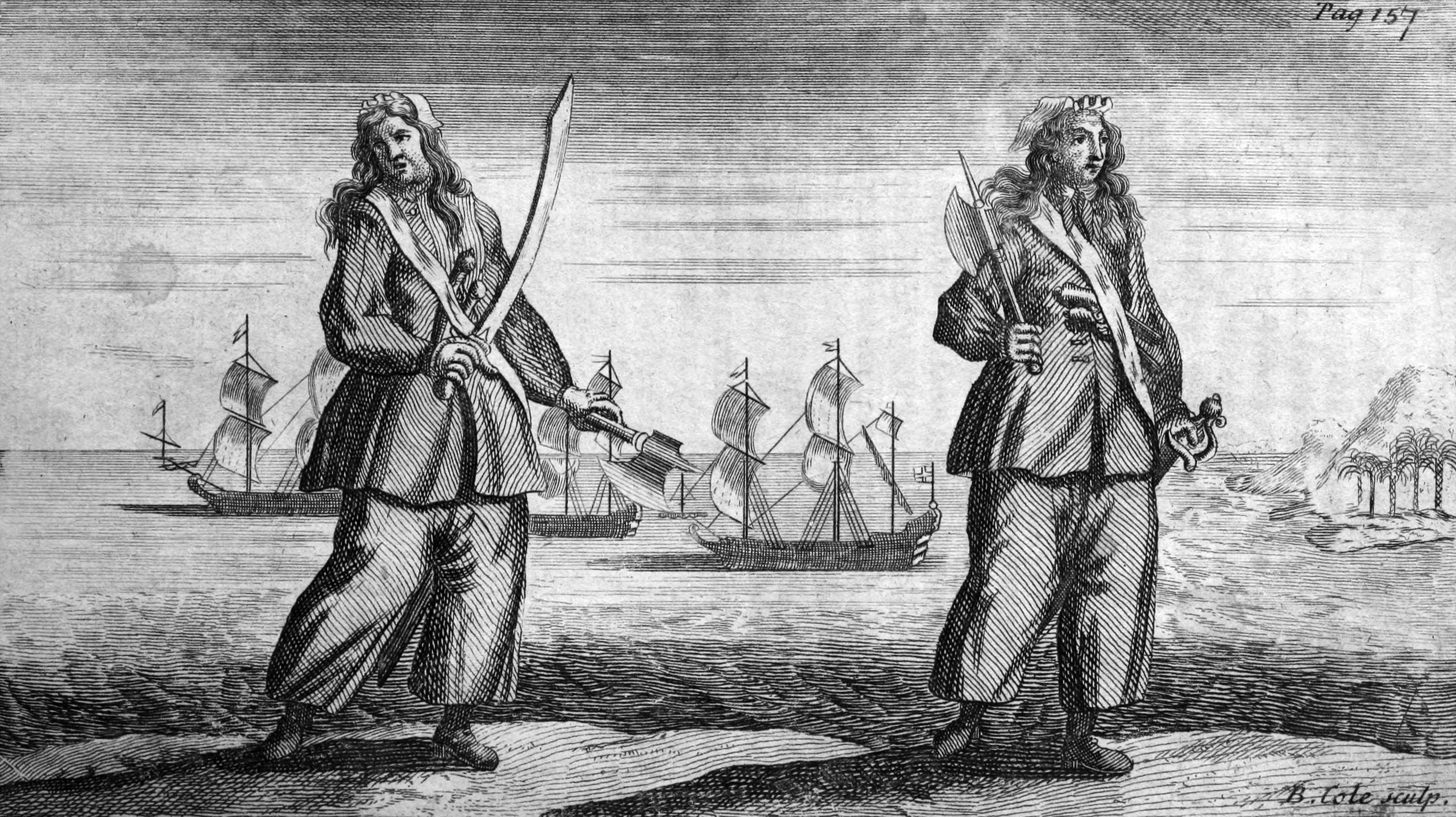
Энн Бонни и Мэри Рид, осужденные за пиратство 28 ноября 1720 года.

В это время Чарльз Вэйн атаковал несколько небольших поселений на Багамах, но после того, как он отказался атаковать более сильный французский фрегат, он был свергнут за трусость и заменён на Джека Рэкхема. Вэйн так и не вернулся на Багамы; в конце концов его поймали, осудили и казнили на Ямайке.
Едва не попав в плен к ямайским властям и узнав, что король продлил срок помилования за пиратство, Рэкхем и его команда вернулись в Нассау, чтобы сдаться Вудсу Роджерсу. В Нассау Рэкхем связался с Энн Бонни; он пытался добиться аннулирования её брака с другим бывшим пиратом, Джеймсом Бонни. Роджерс заблокировал аннулирование брака, и Рэкхем с Бонни покинули Нассау, чтобы снова стать пиратами, взяв с собой небольшую команду и подругу Бонни Мэри Рид. Через несколько месяцев Рэкхем, Бонни и Рид были схвачены и доставлены на Ямайку. Их обвинили в пиратстве, Рэкхема казнили. Бонни и Рид были отправлены в тюрьму, так как обе были беременны и поэтому не подлежали казни. Рид умерла в тюрьме, а судьба Бонни неизвестна.
Когда Британия и Испания снова начали войну друг с другом в 1719 году, многие из бывших пиратов были наняты британским правительством в качестве каперов. Испанский флот отправился на Багамы, но был перенаправлен в Пенсаколу, Флорида, когда он был перехвачен французами. Роджерс продолжал улучшать оборону Нассау, тратя на это своё личное состояние, сильно влезая в долги. В 1720 году испанцы наконец напали на Нассау, однако нападение было отбито. Роджерс вернулся в Великобританию в 1722 году, чтобы просить о продлении срока по возврате денег, которые он занял для строительства укреплений в Нассау, только чтобы обнаружить, что он был заменён на посту губернатора. Он был отправлен в долговую тюрьму, хотя кредиторы позже простили его долги, добившись его освобождения.
После публикации в 1724 году Всеобщей истории грабежей и убийств самых отъявленных пиратов, в которой восхвалялись усилия Роджерса по подавлению пиратства на Багамах, его состояние начало улучшаться. Король назначил ему пенсию, действовавшую до 1731 года. В 1728 году Роджерс был назначен губернатором Багамских островов на второй срок. Он распустил собрание колонии, когда оно не одобрило налоги на восстановление обороны Нассау. Он умер в Нассау в 1732 году. К этому времени благодаря усилиям британских властей пиратство на Багамах было уже искоренено.

## Кодекс поведения
Пираты управляли своими делами, используя то, что называлось пиратским кодексом, который был основой их утверждения, что их правление в Нью-Провиденсе представляет собой своего рода республику. Согласно кодексу, пираты управляли своими кораблями демократически, деля добычу поровну и выбирая и смещая своих капитанов всекомандным голосованием. Многие из пиратов были каперами, оставшимися без работы после окончания войны королевы Анны, и бывшими моряками, которые восстали против условий на торговых и морских судах. Негры и ирландцы могли быть равными членами экипажа, а несколько мулатов становились капитанами пиратов. Некоторые из пиратов были также якобитами, которые стали пиратами, чтобы помочь восстановить недавно свергнутую династию Стюартов на троне.

## Пираты Нассау

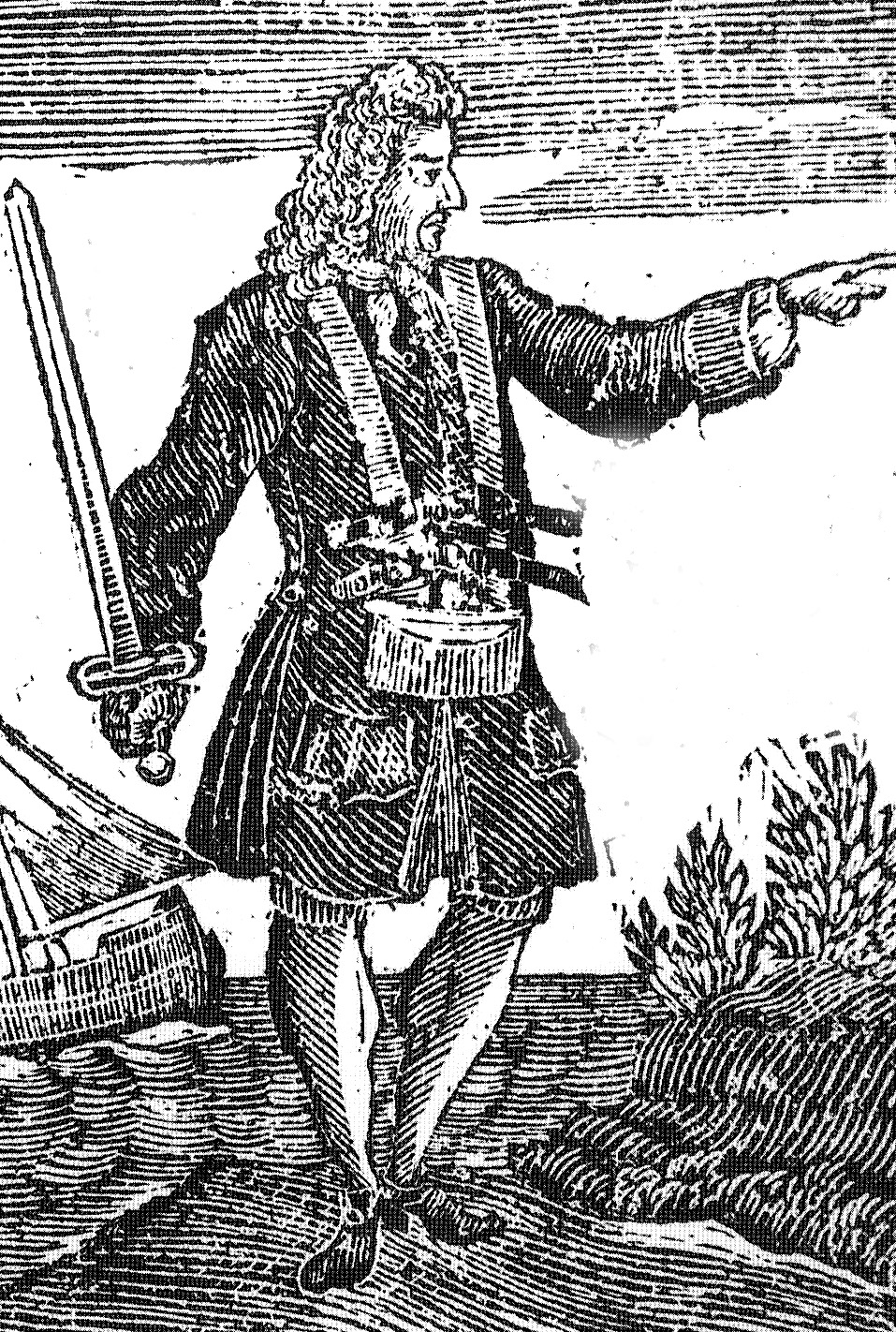
Чарльз Вейн
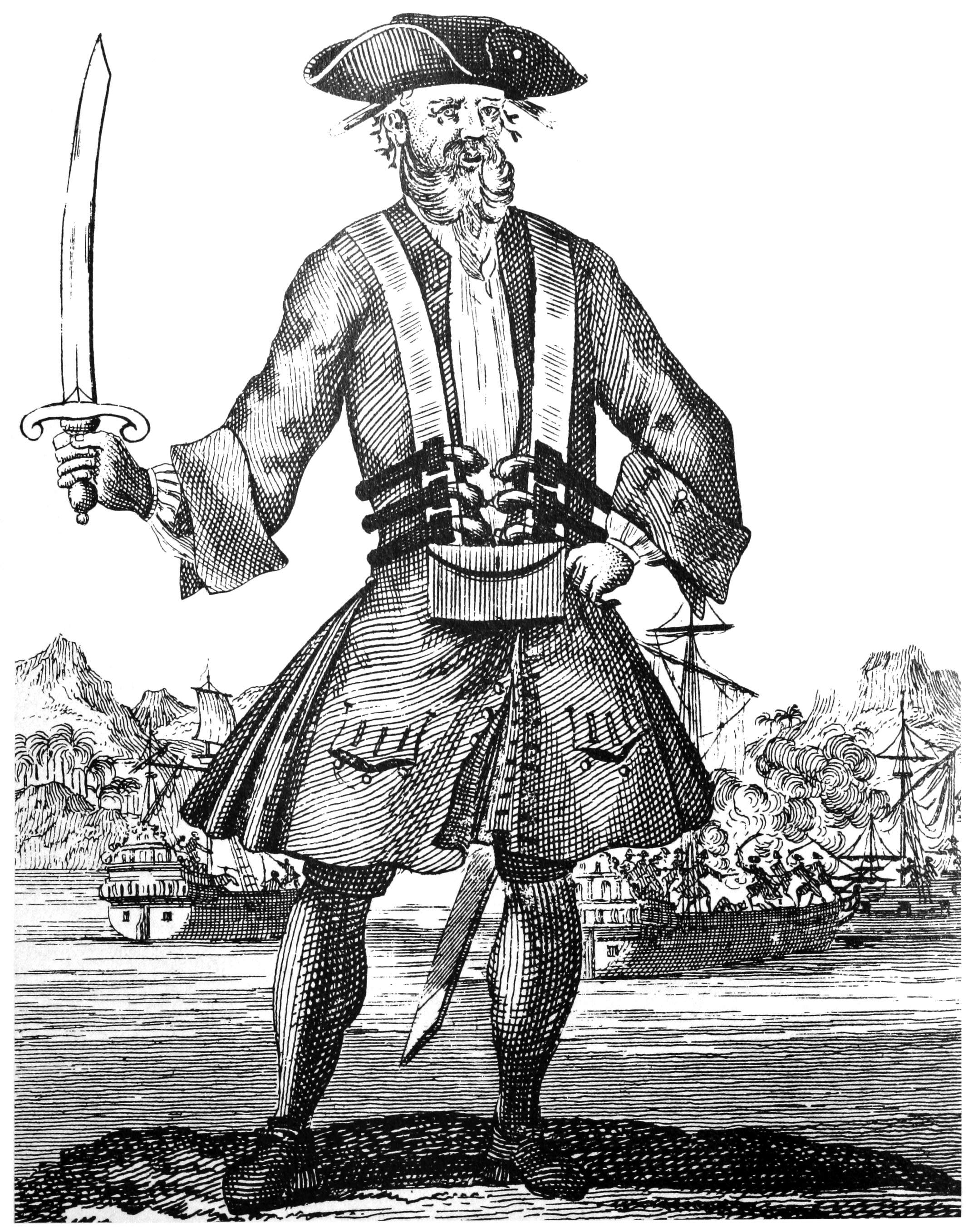
Эдвард Тич
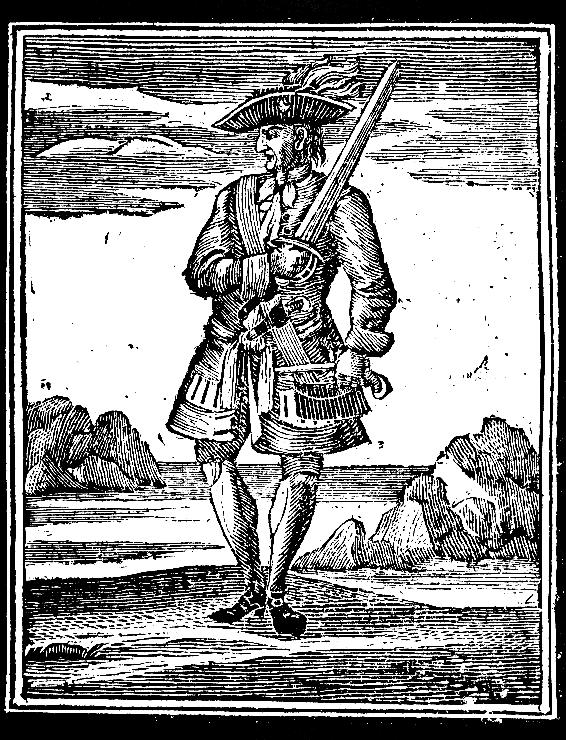
Джек Рэкхем

## Упоминания в популярной культуре
История пиратской республики Нассау, наряду с заимствованными из романа Роберта Льюиса Стивенсона «Остров сокровищ» воспоминаниями пиратов о временах капитана Флинта, легла в основу сериала Чёрные паруса, 2014.
В игре «Assassin’s Creed IV: Black Flag» от французской студии Ubisoft вымышленный пират Эдвард Кенуэй становится жертвой британской блокады и сбегает с Нассау с другими крупными пиратами Золотого века, отвергая помилование.

## Комментарии
1. ↑  Добыча Эвери включала, среди прочего, 50 тонн слоновой кости и 100 бочонков с порохом.
2. ↑  Существует версия событий, по которой Эвери отдал Тротту не только товары, но и сам корабль, после чего вернулся в Англию.
3. ↑  Багамские острова принадлежали Британской империи и формально губернаторы островов были обязаны бороться с пиратством. На деле многие губернаторы закрывали глаза на присутствие британских капитанов, ставших на путь незаконного корсарства, которые, с точки зрения британских законов, были пиратами.